# Vanilla kinabaluensis
Vanilla kinabaluensis är en orkidéart som beskrevs av Cedric Errol Carr. Vanilla kinabaluensis ingår i släktet Vanilla och familjen orkidéer. Inga underarter finns listade i Catalogue of Life.